# Александр Иерусалимский
Алекса́ндр Иерусали́мский (конец II века — 251) — священномученик, соправитель епископа, а позднее епископ Элии Капитолины.

## Ранние годы
Родился в конце II века. Был учеником великих учителей христианской церкви пресвитера Пантена и Климента Александрийского, посвятившего ему своё сочинение «Канон церковный, или Против иудействующих» (не сохранилось). Александр учился и дружил с вошедшим в историю Оригеном. В одном из писем к Оригену он вспоминает:

«Мы считаем отцами блаженных предшественников наших: …Пантена, воистину блаженного мужа и учителя, святого Климента, моего учителя и благодетеля, да и других таких же. Через них познакомился и я с тобой, человеком безукоризненным, господином и братом моим».

При римском императоре Септимии Севере (правил в 193—211 годы) Александр был заключён в темницу за веру и провёл в ней три года. Он так отличился своим исповеданием Христа, что в начале III века был избран епископом города Флавии (находившегося в обширной области восточной части Малой Азии — Каппадокии).
В 202 году гонение вынудило учителя Александра Климента Александрийского покинуть Египет, и он направился к Александру. Климент застал Александра в тюрьме, откуда Александр направил послание к Антиохийской Церкви по случаю избрания архиепископом Антиохийским Асклепиада — исповедника. Письмо доставил Климент, управлявший кафедрой Александра во время его заточения.

## Зрелые годы
После освобождения из темницы Александр отправился из Каппадокии в Элию Капитолину «для молитвы и ради истории тех мест». Местные жители приняли его очень радушно и упрашивали не возвращаться домой. Причиной этого житие называет чудесное ночное видение, в котором горожане видели, что они вышли за городские ворота принять епископа, предназначенного им Господом. С общего согласия соседних Церквей в 212 году Александр стал соправителем епископа Наркисса (епископствовал с 185 по 211 гг. и с 212 по 222 гг.), который по глубокой старости уже не мог нести епископское служение. Это — чрезвычайно редкий случай в практике древней церкви. В этом сане Александр управлял Иерусалимской церковью 38 лет. О своем сослужении с Наркиссом Александр в конце одного из своих писем к жителям Антинои пишет так:

«Приветствует вас Наркисс, бывший до меня здесь епископом и теперь молитвенно трудящийся со мной. Ему исполнилось сто шестнадцать лет; он убеждает вас, как и я, пребывать в единомыслии».

Священномученик Александр был известен своею любовью к просвещению. При Иерусалимской церкви он устроил за свой счёт значительную библиотеку из книг Священного Писания и существовавших в то время творений христианских писателей. Этой библиотекой, между прочим, пользовался в IV веке и знаменитый церковный историк Евсевий Памфил, который сохранил в своей истории сведения о жизни святого Александра Иерусалимского.
В 215 или 216 году, во время египетского похода императора Каракаллы, друг Александра и известный в то время учёный Ориген был вынужден бежать в Палестину. Из уважения и дружбы к Оригену, Александр позволил ему произнести в своём присутствии поучение в одной из иерусалимских церквей. За это разрешение мирянину поучать в церкви в присутствии епископа Александр подвергся осуждению Димитрия, епископа Александрийского, врага Оригена. В ответ Александр указал ему на пример других церквей. Александр писал, что любой христианин, способный принести пользу братьям, может быть приглашён епископом для проповеди.
Конфликт был улажен, и Ориген, повинуясь своему епископу, вернулся в Александрию. Но благодаря Александру, Ориген познакомился с Феоктистом, епископом Кесарии Приморской, который в 231 году рукоположил, находящегося проездом в Кесарии Палестинской, Оригена во пресвитера, конфликт стал неразрешимым. В Александрии один за другим были созваны два поместных собора (231, 232), на которых Ориген был отлучён и лишен сана. В Палестине, однако, не придали значения этим постановлениям, и Ориген, окруженный почётом, продолжал свою учёную деятельность в Кесарии. По сообщению Евсевия, «и Александр, епископ Иерусалимский, и Феоктист Кесарийский всё время прислушивались к нему и как учителю единственному ему уступали толкование Священного Писания и то, что касалось церковного обучения».

## Гонения на христиан
В 251 году началось одно из самых жестоких в истории гонений на христиан — гонение римского императора Деция (правил в 248—251 годах, гонения начал эдиктом в начале 250 года). Киприан Карфагенский называет Деция «infestus sacerdotibus Dei» — врагом священников Божьих. Тогда также пострадали Фабиан, епископ Римский и Вавила, епископ Антиохийский.
Александр был приведён на восточный берег Средиземного моря в Кесарию Палестинскую на суд проконсула, где вторично исповедал Христа, дерзновенно обличив языческое заблуждение. Тогда он был отдан на растерзание зверям, но те его не тронули. Брошенный в темницу, он пробыл там довольно продолжительное время и там же скончался от усечения мечом.
Святитель Дионисий Александрийский с благоговением говорит о кончине Александра: конфликт двух Церквей нисколько не повлиял на отношение к личности святителя. Канонизирован в лике священномученика, память совершается в Православной церкви 16 мая и 12 декабря (по юлианскому календарю), в Католической церкви 18 марта.
Из произведений Александра известны лишь отрывки, приводимые у Евсевия и у блаженного Иеронима (De viris illustribus). Это в основном письма, адресованные христианам Антиохии, Антинои Египетской, Оригену и Димитрию Александрийскому.
Изображается как святитель, в саккосе и омофоре, с Евангелием в руках, седовласым с недлинной раздвоенной бородой: в греко-грузинской рукописи (XV в. РНБ. O. I. 58. Л. 114) — в рост; в настенном минологии нартекса архиепископа Даниила II, Печская Патриархия (Косово и Метохия), ок. 1565 г., — поясное изображение. Мученичество святителя, усечение мечом, представлено в настенных минологиях: в нартексе церкви святителя Николая Орфаноса в Фессалонике (Греция), 1309—1319 гг.; в нартексе церкви великомученика Георгия в Старо-Нагоричино (Македония), 1317—1318 гг. Сохранилась фреска с его изображением в церкви святого Симеона Богоприимца в Новгороде (XV век).